# لانتانا كثيرة الشوك
لانتانا كثيرة الشوك (الاسم العلمي: Lantana horrida) هي نوع نباتي يتبع جنس اللانتانا من فصيلة اللويزية.